# ألانيا (نادي كرة قدم)
ألانيا (بالروسية: Алания) هو نادي كرة قدم روسي تم تأسيسه في سنة 1921، يمثل النادي مدينة فلاديقوقاز في أوسيتيا الشمالية-ألانيا بدأ بالمنافسة في الدوري السوفيتي الممتاز لكرة القدم خلال الحقبة الشيوعية، وثم نافس في الدوري الروسي الممتاز وفاز بالدوري في سنة 1995، هبط أداء النادي بعد ذلك وفي سنة 2017 هبط إلى دوري المحترفين الروسي لكرة القدم ثالث أعلى الدوريات في روسيا.